# Michael Andrew Gielen
Michael Andrew Gielen (ur. 2 czerwca 1971 w Cambridge) – nowozelandzki duchowny katolicki, biskup pomocniczy Auckland w latach 2020-2022, biskup Christchurch w Nowej Zelandii od 2022.

## Życiorys
Święcenia kapłańskie otrzymał 29 listopada 1997 i został inkardynowany do diecezji Hamilton. Pracował głównie jako duszpasterz parafialny, a w latach 2009–2012 był też dyrektorem kurialnego wydziału ds. powołań. W 2014 zwolniony z obowiązków duszpasterskich i mianowany dyrektorem ds. formacji w krajowym seminarium w Auckland.
6 stycznia 2020 papież Franciszek mianował go biskupem pomocniczym diecezji Auckland ze stolicą tytularną Abbir Maius. Sakry udzielił mu 7 marca 2020 biskup Patrick Dunn. 21 maja 2022 papież Franciszek mianował go biskupem Christchurch.